# Прокул
Прокул (лат. Proculus; ?, Альбінгавн — 281, ?) — римський узурпатор (претендент на трон) у 280 році, за часів імператора Проба. Після провалу повстання був убитий. Основним джерелом інформації щодо Прокула є ненадійна «Історія Августів».

## Походження та родина
Прокул походив з міста Альбінгавн (сучасна Альбенга в Лігурії). Ймовірно, мав родинні зв'язки з франками, до яких він марно звертався після невдачі в боротьбі за імперський трон. Хоча походження Прокула вважалося шляхетним, його предки насправді були розбійниками, і саме тому мали величезні статки. Він зміг озброїти дві тисячі рабів власної латифундії після проголошення себе імператором. 
Прокул був одружений із жінкою на ім'я Вітурига, котра отримала прізвисько «Самсо» за свої «нежіночі», на думку автора «Історії Августів», риси характеру. На момент повстання Прокул мав чотирирічного сина на ім'я Геренніан.

## Узурпатор
Прокул був здібним солдатом,  командував декільками легіонами та обіймав посаду трибуна. В 280 році мешканці Лугдунума (сучасний Ліон, Франція), розпочали повстання проти чинного імператора Проба та проголосили новими імператорами Прокула та Боноза.
Проб на той момент перебував у Сирії, де протистояв Державі Сасанідів. Після повернення додому, дізнавшись про заколот, Проб змусив Прокула відступити на північ. Не знайшовши підтримки серед франків, Прокул був зраджений ними, переданий імператорові та згодом убитий. Проб, втім, пощадив сім'ю узурпатора, що залишилась в Альбінгавні, взявши з них обіцянку, що вони не будуть ані князями, ані розбійниками.
Зберігся лист Прокула, який цитував англійський історик Гібон, і який, ймовірно, є фальшивим, хоч і цікавим. Лист починається з опису сексуальної майстерності узурпатора: «Від Прокула до його родича Меціана, вітаючи. Я взяв сотню дів із Сарматії. З них я спарився з десятьма за одну ніч...». Гіббон, описуючи Прокула та його співправителя Боноза, який мав славу п'яниці, повідомляє, що «видатною заслугою цих двох офіцерів була їхня відмінна сила, одна в боях із Бахусом, а інша — з Венерою».